# 张敬涛
张敬涛（1950年7月—），山东沂水人，研究生学历，1971年10月加入中国共产党，同年3月参加工作，山东大学政治系毕业。

## 履历
历任沂水县高桥公社医院卫生员，杨庄公社党委干事、常委，沂水县委常委、县委副书记，沂水县科委副主任，中共郯城县委宣传部副部长，中共郯城县委书记，中共临沂市委书记，中共临沂地委委员兼临沂市委书记。
1992年12月，任中共聊城地委副书记、行署副专员。
1995年10月，任中共聊城地委副书记、行署专员。
1997年12月，任中共聊城地委书记。
1998年3月，因地市改革，原聊城地区改为地级聊城市，任中共聊城市委第一任书记。在担任聊城市委书记期间，张敬涛曾于2000年8月23日下午在途径茌平县茌冯公路时，与时任茌平县委书记贾少勇、县长汪文耀一起救下一名因被汽车撞倒并拖行而造成重伤的青年女子，肇事司机刘某逃逸，后于次日上午投案自首。
2001年1月任中共山东省委省直机关工作委员会常务副书记（正厅级）。
2003年任中共山东省委省直机关工作委员会书记。
2017年9月播出的电视专题片《巡视利剑》显示，张敬涛因曾于1997年担任聊城地委书记时，收受时任中共阳谷县高庙王乡党委副书记的乡镇企业主卢恩光（落马时担任司法部党组成员、政治部主任）贿赂，帮助其当选阳谷县政协副主席而接受调查。